# Élections législatives de 1928 dans la 1re circonscription de Dunkerque
Les élections législatives françaises de 1928 dans la 1re circonscription de Dunkerque se déroulent les 22 et 29 avril 1928.

## Circonscription
La 1re circonscription de Dunkerque était composée en 1928 des cantons de Dunkerque-Est, Dunkerque-Ouest et Gravelines.

## Contexte
Retour du mode uninominal à deux tours qui prévalait depuis les élections législatives de 1919. La circonscription est tenue depuis 1926 par Félix Coquelle député-maire de Rosendaël, face à lui Charles Valentin maire de Dunkerque et Gustave Barra député sortant et ancien Conseiller municipal de Saint-Pol-sur-Mer.

## Résultats[1]
- Députés sortants : Félix Coquelle (URD) et Gustave Barra (PCF)

| Candidat           | Candidat         | Parti       | Premier tour | Premier tour | Second tour | Second tour |
| Candidat           | Candidat         | Parti       | Voix         | %            | Voix        | %           |
| ------------------ | ---------------- | ----------- | ------------ | ------------ | ----------- | ----------- |
|                    | Félix Coquelle*  | URD         | 11 515       | 47,72        | 11 539      | 47,14       |
|                    | Charles Valentin | SFIO        | 8 599        | 35,63        | 10 331      | 42,21       |
|                    | Gustave Barra*   | PCF         | 4 105        | 17,01        | 2 604       | 10,63       |
|                    |                  |             |              |              |             |             |
| Inscrits           | Inscrits         | Inscrits    | 29 546       | 100,00       | 29 551      | 100,00      |
| Abstentions        | Abstentions      | Abstentions | 4 904        | 16,59        | 4 888       | 16,54       |
| Votants            | Votants          | Votants     | 24 642       | 83,40        | 24 663      | 83,45       |
| Blancs et nuls     |                  |             |              |              |             |             |
| Exprimés           | Exprimés         | Exprimés    | 24 129       | 81,66        | 24 474      | 81,71       |
| * députés sortants |                  |             |              |              |             |             |